# Cullen Jones
Cullen Andrew Jones (New York, 29 febbraio 1984) è un ex nuotatore statunitense.
Alle Olimpiadi 2008 di Pechino ha vinto la medaglia d'oro nella staffetta 4x100 m sl, insieme a Michael Phelps, Jason Lezak e Garrett Weber-Gale, stabilendo anche il nuovo record mondiale.
È il primo atleta afroamericano a detenere un record mondiale nel nuoto.

## Palmarès
- Olimpiadi

Pechino 2008: oro nella 4x100m sl.
Londra 2012: oro nella 4x100m misti, argento nei 50m sl e nella 4x100m sl.
- Mondiali

Melbourne 2007: oro nella 4x100m sl e argento nei 50m sl.
Roma 2009: oro nella 4x100m sl.
- Mondiali in vasca corta

Shanghai 2006: argento nei 50m sl e bronzo nella 4x100m sl.
- Giochi panamericani

Toronto 2015: bronzo nella 4x100m sl.
- Giochi PanPacifici

Victoria 2006: oro nei 50m sl e nella 4x100m sl.
- Universiadi

Smirne 2005: oro nei 50m sl.